# یونیفرم‌های نیروی هوایی ایالات متحده آمریکا

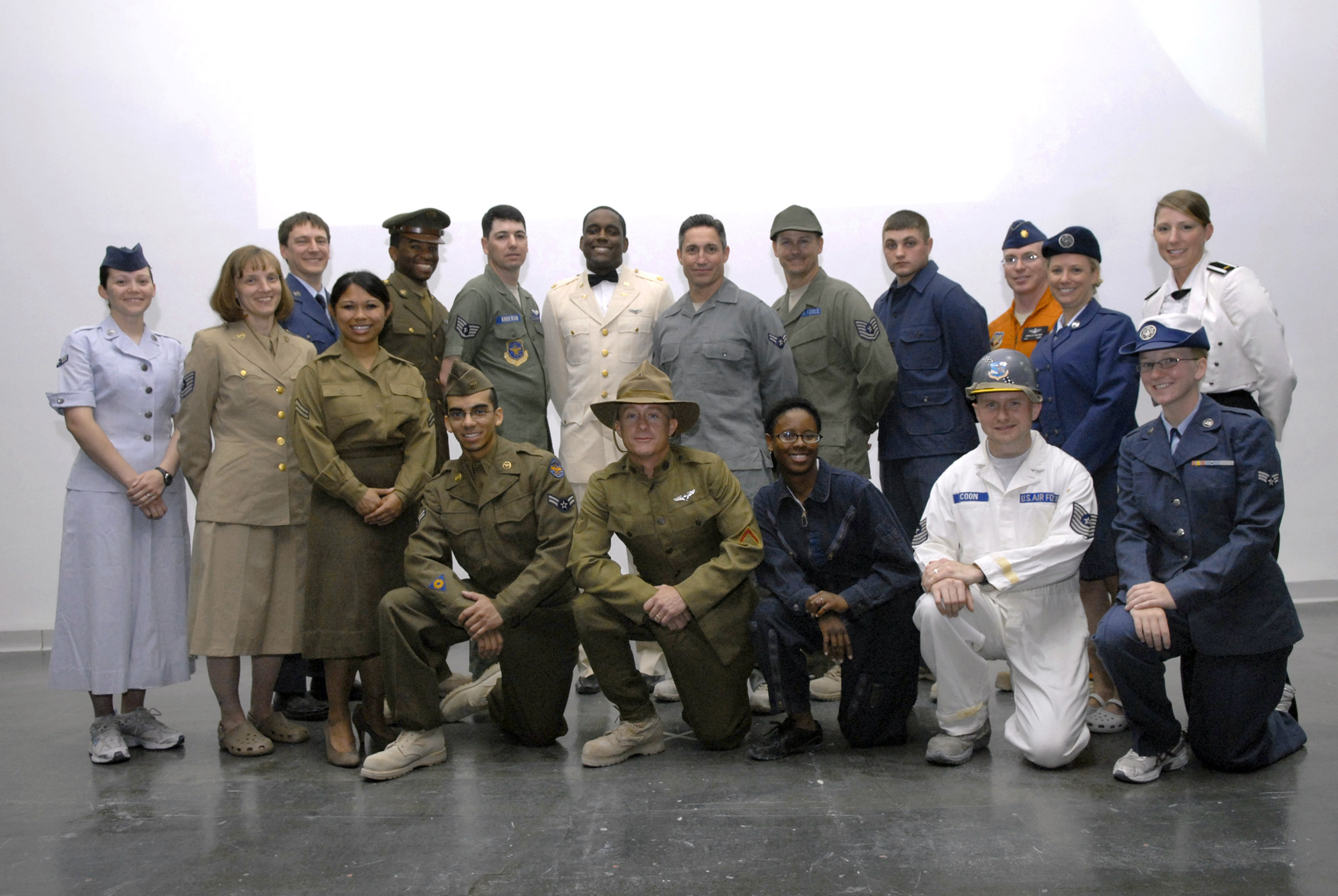
تغییرات یونیفورم‌های نیروی هوایی آمریکا در طول سال‌های مختلف

یونیفرم‌های نیروی هوایی ایالات متحده آمریکا به لباس‌هایی گفته می‌شود که توسط نیروی هوایی آن کشور مورد استفاده قرار می‌گیرد. برای این لباس‌ها که توسط نیروی هوایی ایالات متحده و گارد هوایی ملی مورد استفاده‌است، دستورالعمل‌های خاصی برای استانداردسازی وجود دارد که استفاده کنندگان آن را از یکدیگر متمایز کند. این یونیفورم را پرسنل نیروی هوایی، سربازان داوطلب خدمت در نیروی هوایی، افسران آموزش دانشکده نیروی هوایی و دانشجویان و اساتید آکادمی نیروی هوایی ایالات متحده بر تن می‌کنند. همچنین مقرراتی نیز برای استفاده این لباس از جانب بازنشستگان نیروی هوایی و همچنین نیروهای ذخیره آن نیرو، وجود دارد. بر تن کردن برخی نمونه‌های اصلاح شده این لباس، برای خدمات عمومی غیرنظامی و گشت‌های هوایی غیرنظامی مجاز شمرده می‌شود. مقررات مشابهی نیز برای دانش آموزان دوره دبیرستان نیروی هوایی و همچنین افسران آموزش نیروهای ذخیره وضع شده‌است.

## لباس خدمت
هنگامی که در سال ۱۹۴۷ میلادی شاخه‌ای از نیروی هوایی ایالات متحده آمریکا، به عنوان یک نیروی مستقل آغاز به کار نمود، کارکنان آن نیرو لباسی یکدست اختیار کردند. اولین لباس رسمی نیروی هوایی در سال۱۹۴۹ میلادی معرفی شد. در اوایل ۱۹۶۰ لباس و کلاه آبی رنگ به نسخه جدیدتری که به نام رنگ ۱۵۴۹ شناخته شد، تغییر یافت.